# Chiesa di San Salvatore (Ferrara)
La chiesa di San Salvatore si trovava in via Fondobanchetto a Ferrara e risaliva al IX secolo. Venne sconsacrata, requisita, venduta e infine demolita nel 1899.

## Storia
Il luogo di culto con dedicazione a Gesù Salvatore e il suo monastero vennero edificati nel 953. Il 3 febbraio 1010 venne citata in un documento del vescovo Ingone.
La chiesa fu elevata a dignità parrocchiale nel XII secolo.
Negli atti della visita pastorale effettuata nel 1434 dal vescovo di Ferrara Giovanni Tavelli da Tossignano si registrò la dotazione di una biblioteca abbastanza importante per il periodo storico.
Poco dopo la metà del XVIII secolo, nel 1754, la parrocchia venne soppressa poiché disponeva di poche entrate e da quel momento iniziò il suo declino. I fedeli vennero ripartiti tra le parrocchie di San Pietro, San Gregorio Magno e Santa Maria in Vado. Durante la dominazione francese fu colpita dalle soppressioni napoleoniche, fu venduta e infine, nel 1899, venne demolita senza discernimento dato che il suo campanile, in precedenza, era una torre  della famiglia Salinguerra, quindi importantissima testimonianza storica .